# Lac d'Alleghe
Le lac d'Alleghe est un lac italien d'une superficie de 0,5 km2 qui se situe dans le massif des Dolomites, dans la province de Belluno en Vénétie. Il est issu d'un glissement de terrain.

## Histoire

### Un glissement de terrain à l'origine du lac

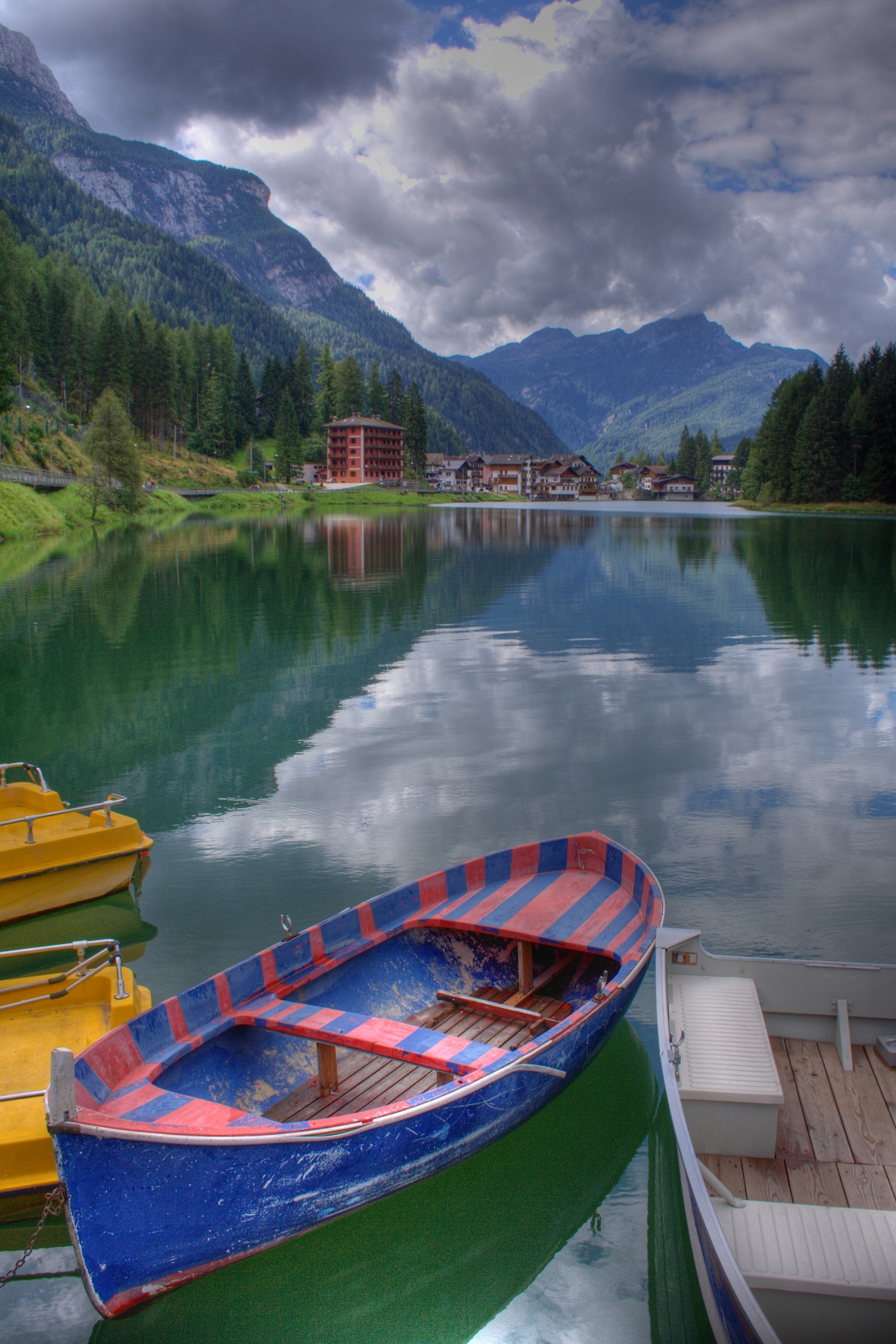
Le lac d'Alleghe.

Le lac a pris naissance dans la nuit du 11 janvier 1771 lorsque du Monte Piz, une modeste colline située à droite du Cordevole, un glissement de terrain a balayé le village de Riete, provoquant la mort de 49 personnes. La montagne, comme le racontent les chroniques, avait déjà donné dans le passé des signes de son instabilité avec des chutes de pierres, mais rien n'avait suggéré un tel événement.
L'obstruction de la vallée causée par des débris de glissement de terrain a bloqué le ruissellement naturel des eaux du Cordevole avec la formation conséquente du lac. Les eaux du réservoir qui se formait commencèrent à submerger la campagne environnante et le village de Péron, qui gisait au fond de la vallée, fut bientôt submergé ; dans les semaines qui ont suivi, les villages de Soracordevole, Sommariva, Costa et Torre ont connu un sort similaire : 208 personnes ont dû abandonner tous leurs biens sous les eaux menaçantes du lac et chercher, pendant la rude saison, un abri.
Il a fallu deux mois au lac pour surmonter le glissement de terrain. Les inspections, les projets d'ingénieurs et de techniciens que la république de Venise a envoyés pour remédier et empêcher la formation du lac étaient sans valeur. Le glissement de terrain était trop grand et trop vaste pour pouvoir creuser un canal qui permettrait aux eaux de s'écouler, abaissant au moins partiellement le niveau et permettant ainsi la récupération de certaines campagnes et de certains villages.
Un plan approximatif, immédiatement abandonné en raison de son impraticabilité, indiquait que deux mille hommes devaient être employés pendant quatre mois pour procéder à l'excavation du canal, un effort trop important pour les moyens de l'époque.

### Un second glissement de terrain

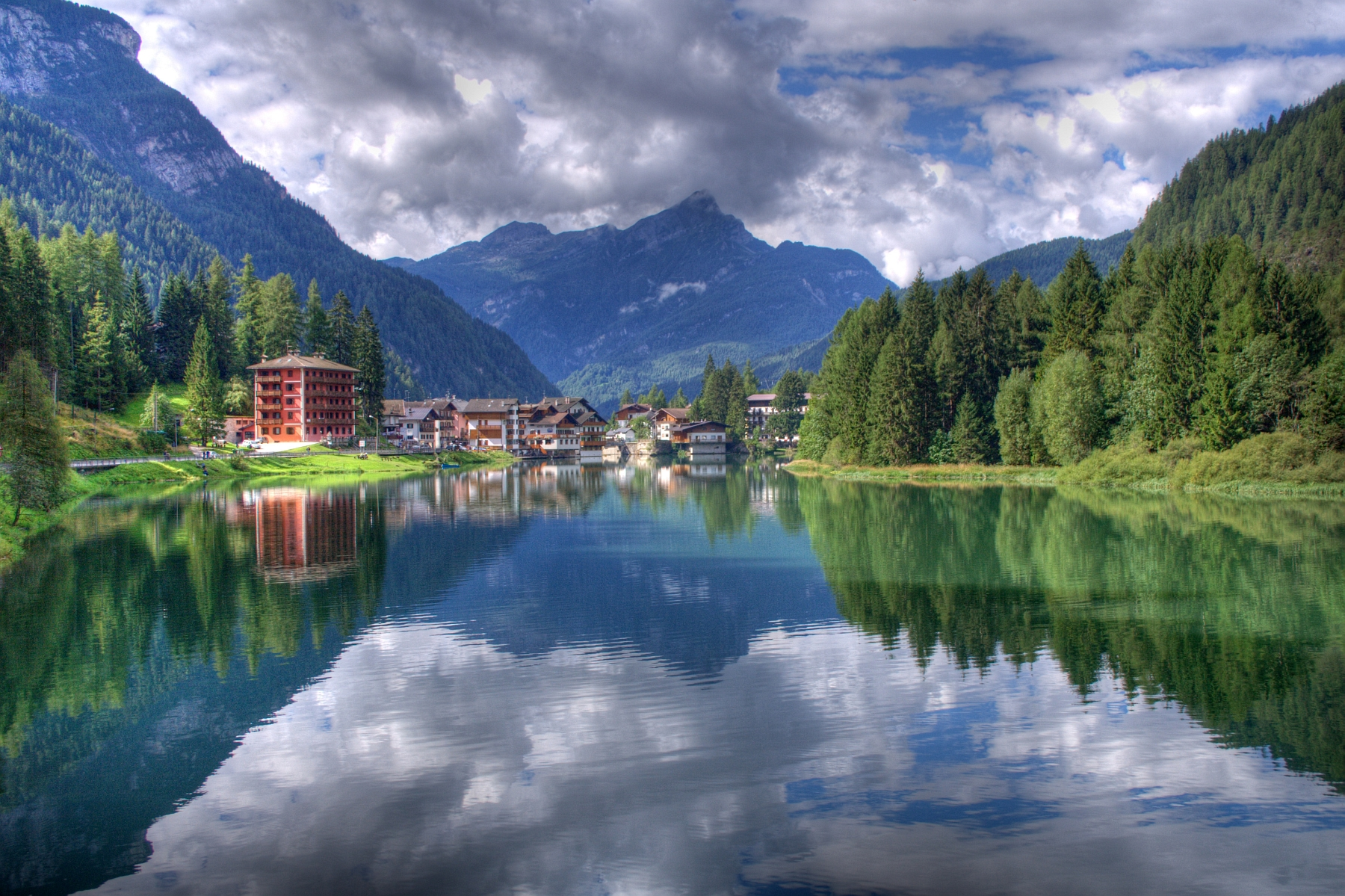
Le lac d'Alleghe.

Lorsque la situation a semblé se stabiliser, un nouveau malheur a frappé le pays : le 1er mai de la même année, un résidu de terre et de pierres, tel que rapporté par les témoignages, s'est détaché de la montagne et est tombé dans le lac. La violence de ce nouveau glissement de terrain, probablement causée par les pluies torrentielles qui ont touché toute la région au cours du printemps, même si dans une moindre mesure que la première, a provoqué une vague qui a frappé la côte d'Alleghe en détruisant le presbytère, une partie de l'église et d'autres maisons épargnées par la formation du lac. seuls trois en sont les victimes : deux domestiques du curé et un batelier qui avait été envoyé par la Serenissima pour construire des bateaux qui auraient dû servir à rétablir les communications interrompues par les glissements de terrain et les eaux du lac.
À sa formation, le bassin avait une longueur de quatre kilomètres, supérieure à celle actuelle, bordant la zone bâtie de Caprile, et avait une profondeur d'environ 55 m.
La formation du lac a eu une grande résonance non seulement parmi les plus hauts magistrats de la République, qui après un premier moment de perplexité et d'incrédulité ont organisé un plan d'aide pour les populations affectées, mais a également affecté les milieux universitaires et ont été soigneusement décrits par Antonio Stoppani dans un chapitre de son livre Il Bel Paese.

## Tourisme
C'est grâce au lac que la commune d'Alleghe représente aujourd'hui l'une des stations touristiques les plus renommées des Dolomites : dans ses eaux se reflètent les falaises de la pittoresque Civetta.

## Centrale hydroélectrique
Ses eaux sont également utilisées pour alimenter une centrale hydroélectrique.